# Girolamo Frescobaldi

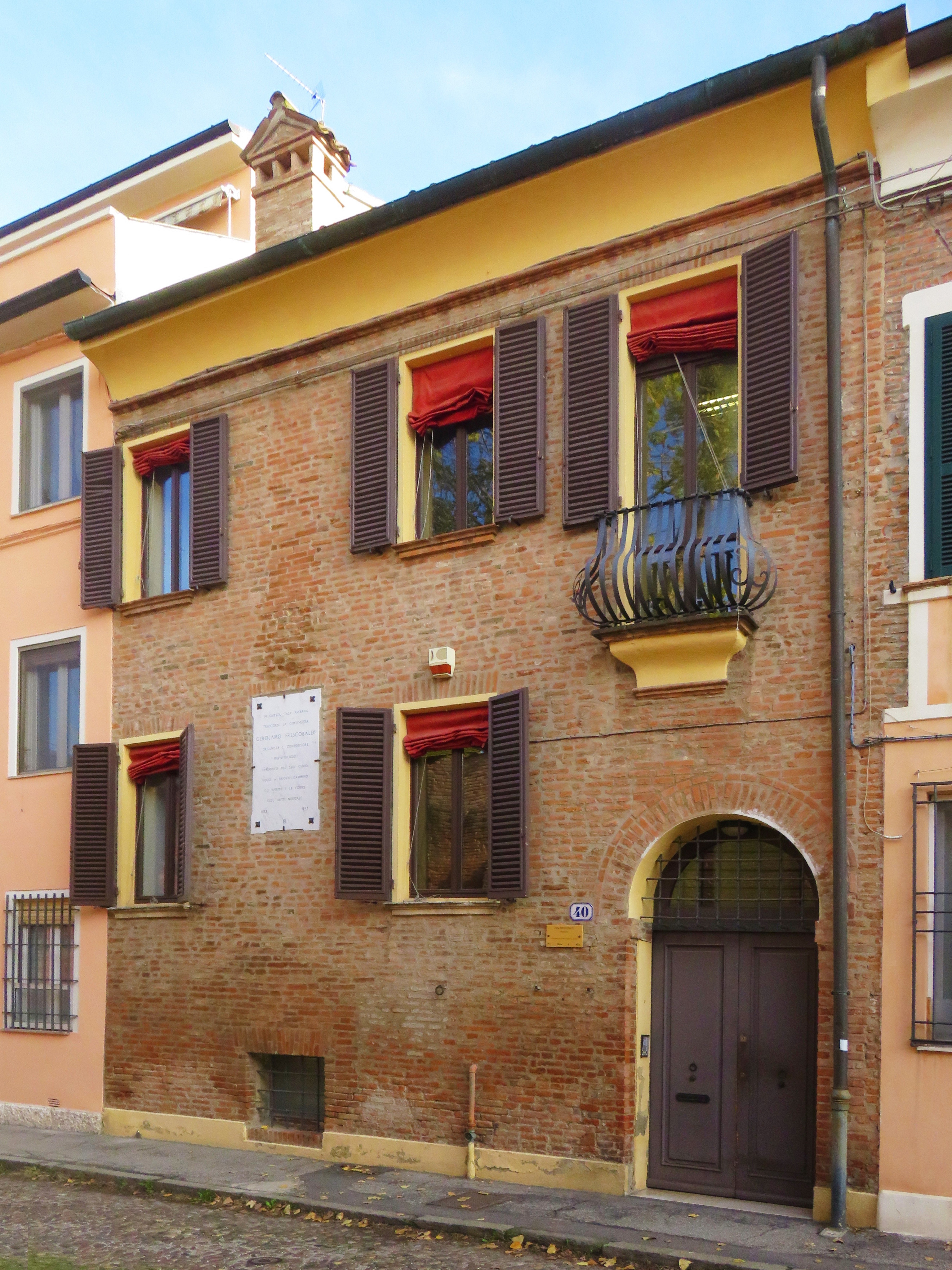
A Frescobaldi család háza Ferrarában

Girolamo Alessandro Frescobaldi (Ferrara, 1583. szeptember 13. – Róma, 1643. március 1.) itáliai orgona- és csembalóművész, zeneszerző.
Mestere Luzzasco Luzzaschi volt; járt a Németalföldön és valószínüleg Melchenben orgonista volt. 1608-tól a római Szent Péter-bazilika zenésze volt, ahol 1643-ig működött. 1628 és 1633 között szabadságolták, és ebben az időben a firenzei herceg orgonistája volt. Hírneve annyira messze terjedt, hogy pl. Johann Jakob Froberger, már mint bécsi orgonista, néhány évi szabadságot kapott azért, hogy nála tanuljon. Szerzeményei is, mint játéka, továbbfejlesztették művészetét. Kiválóbb darabjai: Toccate e partite d'intavolatura di cemballo (1615), Capricci sopra diversi soggetti (1624), Canzoni (1628 óta négy kötet), Il 2-do libro di toccate, canzone.

## Élete

### Ferrara
Girolamo Frescobaldi Ferrarában született és ott töltötte fiatalságát is, egy via Belvederén lévő házban. A város olyan zeneiskolával büszkélkedhetett, amely a 16. században számos jelentős zeneszerzőt vonzott: köztük Josquin Desprezt, Adrian Willaert, Alessandro Millevillét. Frescobaldi ifjúkorában olyan zenészek voltak jelen és tevékenykedtek a városban, mint Alfonso della Viola, Lodovico Agostini, akik megalkották II. Alfonso d'Este ferrarai herceg Concertóját, és Luzzasco Luzzaschi, aki tanára volt. Azokban az években Costanzo Porta, Luca Marenzio, Claudio Merulo, John Dowland, Jacques de Wert, Orlando di Lasso, Giovanni Bardi is járt ott az évek során. Jacopo Corsi, Giulio Caccini, Claudio Monteverdi (aki egy madrigálgyűjteményen dolgozott, amelyet később II. Alfonso d'Estének ajánlott), valamint Carlo Gesualdo herceg. Sokan abból az alkalomból érkeztek a városba, hogy Eleonóra, Cesare d'Este nővére esküvője volt. Scipione Stella, Fabrizio Filomarino lantművész és Rinaldo dall'Arpa is a városban tartózkodott. Szakmai megbízásáról már 1597-ben értesülünk, amikor 14 évesen megszerezte az Ercole Pasquini által megüresedett ferrarai Accademia della Morte orgonista állását.
Frescobaldi első kapcsolatai a hatalmas ferrarai Bentivoglio családdal erre az időszakra nyúlnak vissza. Megszerezte Enzo márki, a híres énekesnő, Isabella Bendidio fia ismeretségét, aki egy szakértő udvari emberből a tizenhetedik század elején a zene és a színház nagyon befolyásos alakja lett, valamint testvére, a nagyhatalmú Guido bíboros fia. Bentivoglio. Frescobaldi orgona- és csembalóvirtuóz volt, akit már kortársai is e kivételes tulajdonságokért ünnepeltek. Luigi Battiferri az „orgonisták szörnyetegének” nevezte.

### Róma
1598-ban, II. Alfonso d'Este törvényes gyermekeinek hiányában VIII. Kelemen pápa visszavette a ferrarai hercegséget a pápai állam fennhatósága alá; ettől a pillanattól kezdve több ferrarai zenész Rómába vándorolt: a három Piccinini testvér 1598-ban költözött oda, Luzzaschi pedig 1601-ben töltött ott egy időszakot. Frescobaldi is 1601 első hónapjaiban érkezett Rómába. 1607 januárja és májusa között a trasteverei Santa Maria-bazilika orgonistája volt.
1607 júniusában Frescobaldi Girolamo Piccininivel együtt elkísérte Guido Bentivoglio ferraresei prelátust, akit a pápa nunciusnak küldött a flandriai udvarba. Ez volt az egyetlen utazás, amelyet Frescobaldi Olaszországon kívül tett. Itt került kapcsolatba a zenei életének gazdagságáról híres Habsburg-udvarral, ahol olasz, spanyol és angol, valamint flamand zenészek szolgáltak; ezek közül állítólag kapcsolatba lépett Peeter Cornet és Peter Philips udvari orgonistákkal, míg a Jan Pieterszoon Sweelinckkel Amszterdamban, a protestáns kormányzat irányítása alatt álló városban történt találkozóinak nincs megerősítése.
1608-ban adta ki első teljes művét, egy 19 madrigálból álló gyűjteményt 5 hangra Phalèse számára Antwerpenben. Visszaútja során megállt Milánóban, ahol megjelentette a Négy fantázia első könyvét.
Rómába visszatérve ismét polgártársát, Ercole Pasquinit követte a Szent Péter-bazilika Cappella Giulia orgonistájaként, ahol október 31-én lépett szolgálatba. Továbbá a Rómába érkezett Enzo Bentivoglio márki szolgálatába állt Ferrara követeként. Kettejük kapcsolata azonban hamar megromlott, így a következő évben szakítás történt.
1598-ban, II. Alfonso d'Este törvényes gyermekeinek hiányában VIII. Kelemen pápa visszaadta a ferrarai hercegséget a pápai állam fennhatósága alá; ettől a pillanattól kezdve több ferrarai zenész Rómába vándorolt: a három Piccinini testvér 1598-ban költözött oda, Luzzaschi pedig 1601-ben töltött ott egy időszakot. Frescobaldi is 1601 első hónapjaiban érkezett Rómába.[5] 1607 januárja és májusa között a trastevere-i Santa Maria bazilika orgonistája volt.
1607 júniusában Frescobaldi Girolamo Piccininivel együtt elkísérte Guido Bentivoglio ferraresei prelátust, akit nunciusnak küldött a flandriai udvarba. Ez volt az egyetlen utazás, amelyet Frescobaldi Olaszországon kívül tett. Itt került kapcsolatba a zenei életének gazdagságáról híres Habsburg udvarral, ahol olasz, spanyol és angol zenészek, valamint flamand zenészek szolgáltak; ezek közül állítólag kapcsolatba lépett Peeter Cornet és Peter Philips udvari orgonistákkal, míg a Jan Pieterszoon Sweelinckkel Amszterdamban, a protestáns kormányzat irányítása alatt álló városban történt találkozónak nincs megerősítése.
1608-ban adta ki első teljes művét, egy 19 madrigálból álló gyűjteményt 5 hangra Phalèse számára Antwerpenben. Visszaútja során Rómába megállt Milánóban, ahol megjelentette a Négy fantázia első könyvét.
Rómába visszatérve ismét polgártársát, Ercole Pasquinit követte a Szent Péter-bazilika Cappella Giulia orgonistájaként, 1608. október 31-én lépett szolgálatba. Továbbá a Rómába érkezett Enzo Bentivoglio márki szolgálatába állt. 1608-ban Ferrara követeként; Kettejük kapcsolata azonban hamar megnehezedett, így a következő évben szakítás történt.
1610–11-ben Frescobaldi Pietro Aldobrandini bíboros szolgálatába lépett.
1612-ben megszületett első fia, Francesco Orsola Travaglini Del Pinóval való kapcsolatából, akit a következő év február 12-én feleségül vett a Santa Maria in Via templomban. Ezt követte 1613 és 1619 között. Maddalena, Domenico, aki költő és műgyűjtő volt, majd Stefano és Caterina.
Eközben VIII. Kelemen halála után patrónusa vagyona jelentősen megromlott. Így 1614-ben Frescobaldi tárgyalt Ferdinando Gonzagával a mantovai udvar szolgálatába való szerződéséről, ahová 1615-ben elment, és a herceg jelenlétében játszott. Célját azonban nem érte el, így visszatért Rómába. Kalandot szerzett csak belőle, hozzájárulást Toccata című első könyvének kiadásához, amely valójában 1614–15-ben között jelent meg gazdag kiadásban, amelyet Nicolò Borboni rézbe vésett.
Aldobrandinivel nem volt könnyű a kapcsolata, de szolgálatában maradt egészen a bíboros haláláig, 1621-ig. Továbbra is betöltötte a Szent Péter-templomi posztot, és alkalmanként meghívták más római templomok orgonistájaként egyes ünnepekre. Csembalistaként és énektanárként is dolgozott a nemesség tagjainak megbízásából, akik ígéretes fiatalokat bíztak rá, hogy gondoskodjanak zenei felkészülésükről.

### Firenze
Amikor II. Ferdinando de' Medici nagyherceg Rómába látogatott 1628 márciusában, Frescobaldi felvette vele a kapcsolatot, és neki ajánlotta az Első 1-4 hangos daloskönyvet, egyetlen hangszeres csoportok számára készült zenegyűjteményét. Ott kapott orgonista állást a nagyhercegnél, a firenzei udvarban. magas fizetéssel. 1630-ban két zenei áriás könyvet adott ki, s nagy tiszteletnek örvendett, és a legfontosabb helyzetekben vették igénybe szolgálatát. Ott tartózkodása 1634-ben ért véget.

### Ismét Rómában
1634 áprilisában tért vissza Rómába, Francesco Barberini bíboros, az új VIII. Orbán pápa unokaöccse hívására, immár megszilárdult hírnevének megfelelő fizetéssel. Újra elfoglalta orgonista pozícióját a Cappella Giuliában, amely Virgilio Mazzocchi irányítása alatt állt. Barberini, aki nagymértékben részt vett a Quattro Fontane-i Barberini Színházban, érdekes módon Frescobaldit nem vonta be előadásaikra, de valószínűleg bevonatta őt a Mazzocchi által rendezett akadémiákba, amelyek a palotájukban zajlottak.
Az egyik utolsó Frescobaldi-előadás leírása André Maugars francia zenésztől származik, aki a híres Réponse faite à un curieux című füzetben egy nagyböjti koncertről mesél, amelyen 1639-ben vett részt az Oratorio del Crocifissóban. Hangszeres darabokkal kombinált latin nyelvű motetták és oratóriumok hangzottak el; az együttesben egy orgona, két-három hegedű, két-három archluta és egy lant, valamint természetesen egy Frescobaldi által kezelt nagy csembaló is helyet kapott. A hangszerek felváltották a koncertezett darabokat rögtönzött szólókkal; Maugars-ra különösen nagy benyomást tett a csembalóművész „módja”, aki „mindenféle találékonyságot mutatott be az orgona állóhangjaival kapcsolatban”.
Frescobaldi rövid betegség után Rómában halt meg 1643. március 1-jén. A Santi Apostoli-bazilikában temették el.

## A Frescobaldi-stílus
Frescobaldi hangszeres zenéjének stílusa a hangon keresztül kíván érzelmeket kiváltani, az úgynevezett második gyakorlat technikáit utánozni Claudio Monteverdi híres meghatározása szerint, amely a kortárs vokális zenét jellemezte. Ez segített a hangszeres zene emancipációjában és az énekes zenéhez hasonló fontossági szintre emelésében. A frescobaldi stílus jól kiemelkedik a toccatában, a játékokban és a dalokban. Ezek a kompozíciós műfajok a ritmus (bináris és háromtagú), az agogika (adagio vs. allegro), a dinamika (forte vs. piano), a modalitás (diatonikus vs. kromatikus) tekintetében különálló és gyakran kontrasztos szakaszokra oszlanak,
Zenéjében a vokális virtuozitást a hangszerek fejezik ki. A toccatas andpartitasban emelkedő és ereszkedő skálákat, trillákat és mindenféle díszítést iktat be, akkordális momentumokkal és lépésekkel tarkítva utánzó stílusban.

## Művei

### Billentyűs hangszerekhez
- Az első négyes fantáziák könyve, Milánó, 1608
- Tokkáták és csembalódarabok, első könyv, Róma, 1615. A mű átdolgozva és különféle utánnyomásokkal gazdagítva.
- Recercari és francia dalok, amelyek különböző obligiókra készültek az első könyv partitúrájában, Róma, 1615
- Az első Capricció könyv, amelyet különféle témákról és áriákról partitúrában adtak elő, Róma, 1624
- Toccata, canzone, hinni versek, Magnificat, gagliarde, Correntes és más csembaló- és orgonatabulatúra játékok második könyve, Róma, 1627
- Zenei virágok különböző kompozíciókkal, toccata, kyrie, dalok, capricci és recercari, kottában, Velence, 1635
- Francia dalok kottában, Velence, 1645
- Dal, capriccio, toccata, cercari, partitas, kéziratos versek

### Hangszeres csoportoknak
- 3 dal, 4, 5 és 8 szólamra, különböző szerzők antológiájában: Canzoni per Sonare, mindenféle Stromenti a Quattro, Cinque és Otto, orgona általános basszusgitárjával, Velence, Raverij, 1608
- Egy, kettő, három és négy első könyvben játszandó dalok, Róma, 1628. 1634-ben Velencében újranyomták néhány új darabbal.

## Világi zenéje
- A madrigálok első könyve, 5 hangra, Antwerpen, 1608
- Zenei áriák első könyve a Gravicembalóban és Theorbában, 1-3 szólamra, Firenze, 1630
- Zenei áriák második könyve a Gravicembaloban és Theorbában, 1-3 szólamra, Firenze, 1630
- Néhány ária egy- és kétszólamú folyamatos basszussal a korabeli gyűjteményekben

### Szakrális zene
- Liber secundus diversirum modulationum, 1-4 szólamú motetták, Róma, 1627
- Missa sopra la aria della monica 8 hangra
- Missa sopra l'aria di Fiorenza 8 hangra
- Néhány 3 és 4 szólamú motetták a korabeli gyűjteményekben
- Kéziratos motetta

## Emlékezete
A Ferrarai Zenei Konzervatóriumot Frescobaldinak szentelték, valamint egy utcát a Musicisti néven ismert területen Róma Pinciano kerületében és a torinói Barriera di Milanó-ban. Ligeti György Musica Ricercata gyűjteményének utolsó darabja az Homage a Frescobaldi címet viseli.

## Fordítás
- Ez a szócikk részben vagy egészben  a   Girolamo Frescobaldi című olasz Wikipédia-szócikk ezen változatának fordításán alapul.  Az eredeti cikk szerkesztőit annak laptörténete sorolja fel. Ez a jelzés csupán a megfogalmazás eredetét és a szerzői jogokat jelzi, nem szolgál a cikkben szereplő információk forrásmegjelöléseként.

## Diszkográfia
- Arie Musicali - Complete, 2 CD, Modo Antiquo, Bettina Hoffmann, Brilliant Classics, Frescobaldi Edition, vol. 7
- Arie Musicali Libro I, Nella Anfuso, CD Stilnovo 8821
- Arie Musicali Libro II, Nella Anfuso, CD Stilnovo 8822
- Arie Musicali, Secondo libro, Concerto Italiano, Rinaldo Alessandrini, Opus 111, OPS 30-106
- Canzoni & Partite, Ensemble Fitzwilliam, 1993, Astrée, B000006AYQ
- Fantasie (1608) Canzoni (1615), Liuwe Tamminga (orgona), 2005, Accent ACC24169
- Works for organ, Liuwe Tamminga (organo), 1998, Accent ACC96120D
- Il primo libro di Capricci, Roberto Loreggian, 2010, Brilliant
- Il primo libro di Capricci, Francesco Tasini, 2004, Tactus
- Il primo libro di Capricci, Gustav Leonhardt, 2010, Deutsche Harmonia Mundi
- Complete Keyboard Works, 4 Volumi, Jean-Marc Aymes, 2011, Ligia digital/Albany, 0387549902218
- Ricercari (1615), Liuwe Tamminga (orgona), 2010, Passacaille, 966
- Messa sopra l'Aria della Monica, Il Teatro Armonico, Alessandro De Marchi, 1994, Symphonia, 2774532
- Messa sopra l'aria di Fiorenza - prima registrazione assoluta Ensemble San Felice direttore Federico Bardazzi, Bongiovanni, 2000